# Feel Your Heart
Feel Your Heartフィール・ユアー・ハート () là đĩa đơn đầu tiên của VELVET GARDEN được Boridooru phát hành vào ngày 28 tháng 10 năm 1996.

## Danh sách bài hát
1. Feel Your Heart [5:26]
2. Yume o tomenaideite [5:45]
3. Feel Your Heart(Karaoke gốc)

| Bài hát chủ đề mở đầu anime Thám tử lừng danh Conan 2 tháng 9 năm 1996-17 tháng 3 năm 1997 |                                 |                              |
| Trước: THE HIGH-LOWS "Mune ga Dokidoki"                                                    | VELVET GARDEN "Feel Your Heart" | Kế tiếp: Komatsu Miwa "Nazo" |

Bản mẫu:VELVET GARDEN